# Personaggi di Hitman: Absolution
Ecco una lista dei personaggi principali del videogioco Hitman: Absolution.

## Personaggi principali

### Agente 47
Agente 47, o semplicemente 47, è il protagonista della serie, un assassino geneticamente modificato creato dal DNA ricombinato di cinque dei più pericolosi criminali del mondo. Il suo nome deriva dalle ultime due cifre del codice a barre stampato sulla sua nuca – (640509-040147). Alto, calvo, pallido, sguardo glaciale, lineamenti duri e squadrati (occhi azzurri incassati, mascella volitiva) è un individuo introverso e sempre calmo ma anche freddo, spietato e senza emozioni, e indossa di solito un completo costituito da un vestito gessato nero con camicia bianca e cravatta rossa, oltre a un paio di guanti in pelle neri per evitare di lasciare impronte digitali. Secondo il suo file ICA in Hitman: Absolution è alto 188 cm; nel romanzo Hitman: Enemy Within si afferma che il suo peso è di 187 libbre (85 kg). Progettato per essere il killer perfetto, 47 è un essere umano potenziato con forza, velocità e intelletto al di sopra della norma umana. Nella serie di videogiochi Hitman, 47 è doppiato in lingua originale da David Bateson, mentre nell'adattamento cinematografico è interpretato da Timothy Olyphant.

### Victoria
Misteriosa ragazza che in precedenza era tenuta al sicuro da Diana, l'ex contatto di 47. Victoria, 14 anni, è il frutto di numerosi esperimenti atti a potenziare, attraverso una strana collana, i riflessi e il corpo di un essere umano. Vale milioni di dollari per l'Agenzia, a causa del fatto che grazie a lei si potrebbe creare un esercito di soldati perfetti. Le sue capacità sono mostrate al giocatore in una scena dell'avventura, quando mette fuori gioco un'intera squadra tattica al soldo di Blake Dexter. Nella sequenza finale appare decisa a gettare la collana contenente l'isotopo nell'oceano, di modo da renderla una ragazza come tante, ma Diana sembra cercare di persuaderla a non farlo.

### Birdie
Contatto "dormiente" dell'Agenzia, vive circondato da piccioni (da cui il nome in codice) in un vecchio scuolabus malconcio in un vicolo di Chicago. È probabilmente l'informatore più noto e in gamba della città. Sarà lui ad aiutare 47 durante la prima parte dell'avventura, e a tradirlo nella seconda.

### Cosmo Faulkner
Cosmo Faulkner è un detective afroamericano del Chicago Police Department che durante gli eventi di Hitman: Absolution diventa ossessionato dal trovare l'ignoto aggressore dietro l'incendio al Terminus Hotel.
Cosmo viene mostrato come un individuo molto perspicace che vede cose che altri poliziotti o scelgono di non vedere o sono troppo incompetenti per notare. Dà anche prova di essere una persona molto compassionevole mentre trascorre i suoi giorni liberi a prendersi cura della sua anziana madre malata.

## Bersagli

### Diana Burnwood
Diana Penelope Burnwood è uno dei "gestori" dell'ICA (noto anche come l'Agenzia), essendo colei che fornisce e assegna all'Agente 47 i clienti, gli obiettivi, e le informazioni. Ha avuto, fin dal lancio di Hitman, una parte importante di ogni storia e si è dimostrata una risorsa preziosa per l'Agente 47 per la maggior parte della serie. Unico e solo contatto di 47 con l'agenzia ICA, ha lavorato con lui per anni, fornendogli assistenza a ogni singolo incarico e salvandogli la vita nel quarto episodio della serie. Sarà lo stesso 47 a ucciderla (in una sequenza filmata e non in azione) anche se all'epilogo del gioco si scoprirà che in realtà non è morta).

Ha un accento inglese composto e un contegno professionale. Per la stragrande maggioranza delle serie, 47 non vede mai Diana, riconoscendola soltanto per voce. Lei non dovrebbe incontrare 47 di persona, né sviluppare una amicizia personale con lui, ma lo fa comunque (incontrarlo di persona dopo la sua esperienza vicino alla morte e di nuovo poco prima del suo finto funerale per utilizzare il siero della morte apparente per mantenere la sua copertura come infermiera di Alexander Leland Cayne e schivare la morte stessa). Nei primi 3 capitoli della saga non appare mai ma si può soltanto ascoltare la sua voce; in Blood Money invece, compare anche nel gioco rendendo visibile pure il volto nel filmato dopo la missione Requiem.
Sebbene Diana di solito gestisca gli affari di 47 da lontano, in Hitman: Blood Money si rivela un personaggio importante: facendo il doppio gioco, finge la morte di 47, salva l'Agenzia dalla liquidazione e schiva la morte lei stessa un paio di volte. Alla fine, i suoi sforzi vengono ricompensati quando l'Agenzia viene riportata di nuovo in linea, ed è implicito che Diana venga promossa ad una posizione più alta.
Nella trasposizione cinematografica, Diana gioca un ruolo minore. Lei dà inizialmente a 47 delle informazioni sulla sua missione, e lo avverte rapidamente quando viene ricercato dall'Agenzia. Tuttavia, non appare o viene menzionata più nel film, e la sua voce è anche camuffata quando parla ufficialmente con 47 tramite il computer portatile.
Diana nella versione originale è doppiata da Vivienne McKee nei primi tre videogiochi della serie Hitman, ma viene sostituita da Marsha Thomason in Hitman: Absolution, nel quale viene mostrato per la prima volta il suo aspetto. Nata il 12 settembre 1972, era la figlia maggiore di Sir Peter Lloyd Burnwood e Lady Nancy (nata Summers) Burnwood. Alta 175 cm, ha capelli rossi e occhi marroni; di nazionalità britannica, ha però la tripla cittadinanza britannica/americana/svizzera.

### Re di Chinatown
È il boss del quartiere, che detiene il controllo di tutta Chinatown, protetto da poliziotti corrotti e sorvegliato ventiquattro ore su ventiquattro. Figura pubblica, possiede un'auto di lusso europea. Il suo punto debole è una forte dipendenza da cocaina, fornitagli dal suo spacciatore personale e consumata nell'appartamento di quest'ultimo, che si affaccia sulla piazza. Deve essere eliminato come contropartita richiesta da Birdie per le informazioni su Victoria.

### Dominic Osmond
Dominic "Dom" Osmond, informatore d'alto profilo, è il proprietario dello strip club Vixen Club, un locale notturno a luci rosse, fulgido esempio della decadenza dei tempi (striptease, prostituzione e qualcosa oscuro dietro delle porte chiuse...). Protettore misogino e uomo dalle mille risorse, a Osmond piace la folla, ama stare al centro dell'attenzione e assistere a un sexy balletto privato da una delle sue ragazze. Attraverso i suoi scagnozzi le costringe a prostituirsi con la forza. Stando a quando riferito in una conversazione da alcune spogliarelliste, Dom è anche proprietario di un locale chiamato Hawaii: stanza nell'edificio fatiscente attiguo al locale, dove in bella mostra si vede un poster tropicale delle Hawaii, da cui il nome. Si apprende del fatto anche da alcuni discorsi di agenti di polizia presenti nei paraggi, che parlano di una cartolina delle Hawaii trovata sul cadavere di una donna vittima. Nello stesso edificio in rovina si trova il corpo di una donna ricercato dai poliziotti di ronda.
Tra le altre cose Dom è anche un informatore: è stato lui, infatti, a passare le informazioni a Dexter tramite Wade sulla locazione attuale di Victoria.
Ha 45 anni, è alto 168 cm e pesa 66 kg.

### La banda di Wade
- Larry Clay: membro di vecchia data della banda di Wade. Amico stretto di Frank Owens. Violento, imprevedibile, convinto della sua superiorità.
- Bill Dole: membro di vecchia data della banda di Wade. È l'uomo delle armi e delle informazioni. I suoi piani prevedevano l'acquisto di un fascicolo su Birdie dal suo contatto all'interno della polizia di Chicago.
- Frank Owens: nuova recluta della banda di Wade. non molto brillante, si distrae facilmente. Fumatore abituale, non sa stare a lungo senza una sigaretta.

### Edward Wade
Edward Wade è un mercenario noto per la sua spietatezza, le tattiche d'urto e gli attacchi a sorpresa. Imprevedibile e pericoloso, persino l'ICA sa ben poco su di lui, ma dalle poche informazioni in possesso si sa che Wade è stato dieci anni al servizio dei trafficanti colombiani senza mai riportare alcuna ferita; probabilmente si considera invulnerabile. Attualmente è al servizio di Blake Dexter: è stato infatti assoldato per scovare Victoria ovunque si trovi per arricchire lo stesso Dexter. Vecchio amico e socio di Dom Osmond, è uno spietato assassino che si diverte nel compiere massacri, come quello di cui sono vittime le indifese suore dell'orfanotrofio di Rosewood (un suo scagnozzo, camminando per i corridoi, dice che "i massacri lo fanno arrapare"). È proprio Wade a guidare l'attacco all'orfanotrofio con conseguente rapimento di Victoria.
È alto 175 cm e pesa 62 kg circa.
47 userà la sua macchina per raggiungere Hope, Carolina del Sud.

### I Cougar
Gang di strada della località di Hope. Questi i membri:
- Gavin LeBlond: uno dei fedelissimi di Lenny. Assieme ai suoi amici d'infanzia Tyler, Landon, Mason e Luke ha intenzione di rapire Victoria e di rivenderla al migliore offerente. All'apparenza calmo, razionale e sensibile, in realtà ha una vena sadica e tende a cedere sotto pressione.
- Tyler Corvin: uno dei fedelissimi di Lenny. È la mente dietro il piano per rapire Victoria dalle mani di Blake Dexter e rivenderla al migliore offerente. È il proprietario del minimarket di Main Street ad Hope, Carolina del Sud. Indole: maschio dominante, intelligente, carismatico; un animo sensibile rovinato dall'ambizione e dal ciniscmo. Per ottenere i suoi obiettivi può dimostrarsi spietato. Può essere sentito da 47 mentre pianifica al telefono in uno sgabuzzino il rapimento di Victoria per sottrarla a Dexter e venderla in proprio.
- Landon Metcalf: uno dei fedelissimi di Lenny. Assieme ai suoi amici d'infanzia Tyler, Gavin, Mason e Luke ha intenzione di rapire Victoria e di rivenderla al migliore offerente. Rozzo, senza scrupoli e irascibile, è uno degli scagnozzi preferiti della famiglia Dexter.
- Luke Wheeley: uno dei fedelissimi di Lenny. Assieme ai suoi amici d'infanzia Tyler, Landon, Gavin e Mason ha intenzione di rapire Victoria e di rivenderla al migliore offerente. Meticoloso, ponderato e ansioso, allo scontro fisico preferisce l'azione indiretta e discreta.
- Mason McCready: uno dei fedelissimi di Lenny. Assieme ai suoi amici d'infanzia Tyler, Landon, Gavin e Luke ha intenzione di rapire Victoria e di rivenderla al migliore offerente. Indole: impulsivo, irascibile, edonista; grandi capacità relazionali, ma soggetto a improvvisi scatti di violenza.

### Lenny Dexter
Leonardo Isaac Dexter, detto "Lenny palle mosce", è il figlio del fabbricante d'armi Blake Dexter e il capo degli Hope Cougar. Ha una certa autorità sulla città di Hope grazie al controllo totale che il padre ha sulla città. Lenny è zoppo, ed è un emarginato, una pecora nera. Ha rapito Victoria per conquistare la stima del padre. 47 lo prende in ostaggio per farsi rivelare la posizione di Victoria. Il giocatore, infine, potrà decidere se ucciderlo o lasciarlo solo nel deserto; la scelta, in ogni caso farà infuriare Blake Dexter.
È nato il 20 dicembre 1978 ed è alto 180 cm.

### Scienziati Dexter Industries
Pool di ricercatori; questi i nomi:
- Marcus Green: scienziato della Dexter Industries inviso ai colleghi, ambizioso, sociopatico. Odia irrazionalmente i maiali a causa di un trauma infantile (a causa del quale porta una protesi alla gamba sinistra) e conduce esperimenti su di loro utilizzando le mine prodotte dalla fabbrica.
Il terribile incidente a causa del quale il dottor Green odia i maiali risale ai primi anni settanta: egli aveva allora 12 anni e viveva in una fattoria nel Nebraska; una notte, uno squilibrato fece irruzione in casa mentre i genitori erano fuori città, colpì la baby-sitter mandandola in coma e rinchiuse il dottor Green e la sua sorellina nel porcile, così da poter saccheggiare la casa indisturbato. I maiali erano grossi, affamati e aggressivi, di campagna; quando uno di essi caricò sua sorella, il dottor Green riuscì a ucciderlo con un rastrello, ma l'animale gli cadde addosso e lo inchiodò a terra. La ragazza era troppo esile per liberarlo, quindi passarono due giorni laggiù; quando vennero finalmente ritrovati dalla polizia, il piede di Marcus dovette essere amputato.
- Raymond Valentine: ex militare, orgoglioso, prepotente, noto per i suoi metodi rozzi ma efficaci. È ossessionato dalle armi (è un fanatico delle armi sin da giovane e suo padre venne decorato con varie medaglie grazie al successo dello sbarco in Normandia) e dai suoi capelli sempre più radi.
- Warren Ashford: padre e marito modello, pioniere della scienza e pilastro della comunità, in realtà non è il primo mostro a nascondersi dietro una facciata da persona virtuosa e senza macchia. È il responsabile della sperimentazione del siero X-9 che nel 1986 ha trasformato il messicano Sanchez in un colosso, attraverso una mutazione ormonale; nel video contenente i risultati delle sue ricerche su Victoria, di cui è incaricato, emerge la sua passione per il progresso scientifico oltre la sete di denaro, propria di Dexter.

### Sanchez
Orfano messicano, nessuno pseudonimo conosciuto. Guardia del corpo di Blake Dexter, è stato una delle prime vittime degli esperimenti di potenziamento muscolare del dottor Ashford. Soffre di gigantismo indotto chimicamente. Combattente esperto, potente parte superiore del corpo, estensione delle braccia impressionante. Molto pericoloso, sfrutta le sue dimensioni a suo vantaggio con una forza sovrumana in grado di disintegrare i suoi nemici. Dexter gli ha ordinato di spostare Victoria dalla fabbrica proprio quando 47 stava per raggiungerli.
È alto 228 cm e pesa 200 kg.

### Le Saints
Uno dei progetti di Travis, le "Saints" sono il gruppo di intervento rapido dell'AIC. Assassine scelte, specializzate in operazioni sotto copertura su vasta scala. Lavorano in coppia, colpiscono con forza e rapidità. Non lasciano tracce né testimoni. Vengono ingaggiate dall'Agenzia per uccidere 47. A differenza dei normali agenti, indossano tute di latex e un copricapo da suora. Il gruppo è un insieme di soggetti altamente pericolosi, reclutati apposta per formare il corpo speciale, composto da:
- Jennifer Anne Paxton: ha trascorso gli anni nel circuito dei combattimenti acrobatici, combattente corpo a corpo di grande abilità. È nata il 3 dicembre 1985, ha cittadinanza americana, capelli biondi e gli occhi azzurri.[8]
- Heather McCarthy: un passato violento, valutazione psicologica elevata, una vena sadica nei confronti degli uomini. È nata il 17 marzo 1975, ha cittadinanza americana, è alta 167 cm, ha occhi verdi e capelli rossi.[8]
- Agnija "Aggie" Radoncic: nata il 22 aprile 1978[8] in Serbia da una coppia mista serbo-croata. Persi i genitori nelle guerre jugoslave, si unì al gruppo di guerriglia partigiano assieme alla sorella gemella Dijana Radoncic, in eseguito entrambe coinvolte in un movimento di vendett clandestino. Marcata attitudine alla strategia e alla tattica. Forte legame con sua sorella e partner sul campo. È alta 170 cm e ha i capelli castani.[8]
- Dijana "Di" Radoncic: nata il 22 aprile 1978[8] in Serbia da una coppia mista serbo-croata. Persi i genitori nelle guerre jugoslave, si unì al gruppo di guerriglia partigiano assieme alla sorella gemella Agnija Radoncic, in eseguito entrambe coinvolte in un movimento di vendett clandestino. Marcata attitudine alla strategia e alla tattica. Forte legame con sua sorella e partner sul campo. È alta 170 cm e ha i capelli castani.[8]
- Louisa "Candy" Cain: ex agente di polizia del dipartimento di Phoenix, agente sotto copertura. Precedenti di violenza nei confronti dei sospetti. Tiratrice scelta.
- Jaqueline Moorhead: educazione privilegiata e atleta olimpico, medaglia d'argento al tiro al piattello. Asociale, acuto disturbo della personalità, funzionalità primarie non intaccate. Molto pericolosa. È nata il 15 maggio 1980, ha cittadinanza americana, è alta 172 cm, ha i capelli biondi e gli occhi azzurri.[8]
- Lasandra Belle Dixon: ex agente di polizia del dipartimento di Oakland, voluta fortemente dall'FBI. Star dell'Agenzia, potenziale per puntare all'alta dirigenza. Attitudine al comando, abilità strategiche. Molto pericolosa. Di nazionalità americana, è l'unica nera delle Saints; ha 25 anni, capelli neri e occhi verdi.
Nella versione originale è doppiata da Vivica Fox.

Solo nel file ICA pubblicato in anteprima dell'uscita del videogioco, le Saints erano 8 (il comandante Lasandra Dixon più 7 risorse sul campo); il membro che è presente nel filmato ma non nel videogioco è:	
- Marie Garnier: nata il 7 luglio 1984, di nazionalità americana, è alta 167 cm, ha i capelli neri e gli occhi castani.[8]

Le Saints sono ispirate alla Deadly Viper Assassination Squad della serie di film Kill Bill: Lasandra Dixon è doppiata da Vivica Fox, che ha interpretato il ruolo di Vernita Green; Heather McCarthy ha una benda sull'occhio proprio come Elle Driver (anche se McCarthy ha una benda sull'occhio sinistro, mentre Elle Driver sull'occhio destro); inoltre, la posa in piedi di alcune delle "suore" ricorda la scena in cui i 4 membri della D.V.A.S. si allineano di fronte alla chiesa Due Pini di El Paso. Infine, la chiesa a Crestones, Panama, dove le Saints uccidono un uomo nel filmato introduttivo della missione Death Factory - Fabbrica della morte ricorda proprio la chiesa Due Pini.

### Clive Skurky
Clive Skurky è il corrotto sceriffo di Hope, Dakota del Sud. Probabilmente Blake Dexter gli ha fatto avere la carica in cambio della sua fedeltà ; ama far pestare i detenuti dai suoi agenti e farli combattere tra loro. Ha tenuto Victoria prigioniera all'interno del tribunale di Hope, nelle celle del seminterrato. Morirà ucciso da 47 in una chiesa nel livello intitolato Operazione Martello. Dopo che Agente 47 l'avrà ucciso, partirà l'Ave Maria di Franz Schubert, il tema principale di Hitman: Blood Money.
«Skurk» nelle lingue scandinave significa "truffatore" o "imbroglione".
Skurky è il terzo alto ufficiale di polizia ad essere ucciso nel corso della serie da 47, dopo il capo della polizia di Hong Kong e l'ispettore parigino Albert Fournier.

### Layla Stockton
Assistente e consigliera personale di Blake Dexter, in rapporti di intimità con quest'ultimo. Attraente ventottenne, è il braccio destro di Dexter: se Dexter è a conoscenza di qualcosa, anche Layla lo è. Assiste fedelmente il produttore d'armi fino a morire nell'attico del Blackwater Park nel tentativo di dare la caccia a 47, infiltratosi nel complesso residenziale. Il loro legame sembra forte quando Dexter, appreso della sua morte, si infuria e perde la testa ordinando di far saltare il complesso, ma alla fine, anche in punto di morte, gli interessano solo i 10 milioni frutto del rapimento di Victoria.

### Blake Dexter
Blake Cornwallis Dexter è l'amministratore delegato della Dexter Industries, fabbrica di armi con sede a Hope, Dakota del Sud. È uno dei due principali antagonisti del videogioco (l'altro è Benjamin Travis).
Secondo il suo file ICA (pubblicato in anteprima dell'uscita del gioco) è nato il 12 luglio 1941. La sua prima impresa commerciale è stata la Dexter Dry Goods, che ha ereditato dalla madre, Louise Cooper Dexter, dopo la sua morte. Dopo qualche tempo, entrò nell'industria delle armi. Nel 1977 sposò una donna di nome Margaret, che gli diede un figlio, Lenny, cinque anni dopo. Divorziarono nel 1984 e Blake ottenne l'affidamento esclusivo di Lenny. Si dice che Lenny sia zoppo a causa di una violenza domestica subita proprio dal padre. Blake si risposò l'anno dopo, ma la loro unione finì nel 1995 quando la seconda moglie morì in quello che è stato definito un "suicidio accidentale".
Intraprendente, duttile e privo di qualsiasi scrupolo, si è rivolto all'ICA almeno una volta, quando ha commissionato l'uccisione del suo rivale in affari Richard Strong junior, amministratore delegato della Stallion Armaments, società della quale ha comprato il 34% dopo la morte di Strong.
Blake morirà sul tetto del Blackwater Park, ucciso da 47 prima che possa scappare a bordo del suo elicottero privato.
Ha 56 anni, capelli biondi, occhi azzurri ed è alto 160 cm e pesa 77 kg. Tuttavia, secondo il suo file ICA ha 71 anni ed è alto 182 cm.

### Jade Nguyen
Jade Nguyen, 26 anni, grado dell'AIC "Tritos", è legata al responsabile dell'Agenzia Benjamin Travis, del quale è assistente e aiutante sul campo. All'apparenza è fedele a Travis, ma secondo il profilo psicologico dell'ICA è un'abile stratega e molto ambiziosa. Si sospetta che abbia orchestrato il tutto per togliere di mezzo Travis e sostituirlo al vertice della divisione. Morirà uccisa da 47 sulla tomba di Diana Burnwood.

### I Pretoriani
Unità di mercenari ben armati e addestrati che si fanno chiamare Pretoriani, come le guardie del corpo degli imperatori romani. Vengono assoldati dall'ormai paranoico Travis per l'ultima difesa contro 47, determinato a eliminarlo. Questi sono gli elementi-obiettivo:
- Jack Aegis: membro delle guardie pretoriane di Travis. Un vero numero uno.
- John Hoplon: membro delle guardie pretoriane di Travis. Un vero numero uno.
- Carey Scutum: membro delle guardie pretoriane di Travis. Un vero numero uno.

I Pretoriani sono stati anche mercenari per la SAS e il Mossad. Sono estremamente aggressivi e in genere hanno l'ordine di sparare prima e fare domande dopo. Si muovono velocemente, usano schemi d'assalto sovrapposti, girano costantemente la testa e sono sempre pronti a premere il grilletto. Sono alcuni degli avversari più letali che 47 abbia mai dovuto affrontare: insieme a Blake Dexter (dopo che ha indossato la collana di Victoria), i membri dei Pretoriani sono le unità nemiche più resistenti di Absolution; ci vuole più di una dozzina di colpi delle Silverballer al busto per uccidere ciascuno di essi, che, a lungo raggio, può persino sopravvivere ad un colpo in testa con la pistola (in confronto, le truppe pesanti dell'Agenzia, che è l'unità nemica normale più resistente nel gioco, possono essere uccise con solo 5 o 6 colpi al corpo dalle Silverballers).
Inoltre, i Pretoriani sono noti per l'utilizzo di mine laser per creare corsie d'attacco controllabili. Questi laser sono solitamente distribuiti tra le piccole fessure, e nel momento in cui la linea del laser viene attraversata, gli esplosivi montati su entrambi i lati detonano. Queste barriere semi-invisibili forniscono una difesa formidabile.
I cognomi dei tre Pretoriani sono un riferimenti ad alcune armi difensive della cultura romana e greca: l'ègida (dal latino aegis, a sua volta calco del greco aigís) era, secondo la mitologia greca, lo scudo di Zeus e un capo (una corta corazza con le frange oppure uno scudo magico) indossato da Atena; lo scutum (latino per "scudo") era un tipo di scudo rettangolare usato dai soldati romani; l'hoplon od oplon era invece lo scudo distintivo dell'oplita, il soldato di fanteria pesante della Grecia antica.
Un attento esame delle loro facce rivela che tutti e tre i Pretoriani sono albini (il che è confermato anche dai loro occhi rossi), e che le loro caratteristiche facciali sono molto simili, se non addirittura identiche, pur ricordando vagamente Mark Purayah II e Mark Parchezzi III. Non vengono fornite informazioni su questo argomento, ma una possibile spiegazione è che tutti e tre sono stati creati dagli esperimenti di clonazione della Coalizione, ma con la scomparsa dell'organizzazione sono stati reclutati da Travis, che in seguito ha creato un suo clone.

### Benjamin Travis
Benjamin Alexander Travis, è un membro dell'ICA che ha preso il posto della traditrice Diana come contatto di 47 nell'Agenzia recentemente riformata. Nato il 6 marzo 1969, è cresciuto in una famiglia povera nei dintorni di Barlow, Kentucky. Sua madre, Mary Lucille Travis (nata nel 1949), risiede attualmente a New York. Non si è mai sposato. Si è arruolato giovane nei U.S. Marine Corps ed è stato premiato da George W. Bush con una Stella di Bronzo per il suo contributo all'Operazione Desert Storm (17 gennaio - 28 febbraio 1991). Ha anche partecipato all'Operazione Deny Flight in Bosnia (1994). Cominciò a lavorare per l'ICA nel febbraio 2001. È stato l'artefice di numerosi progetti dell'Agenzia, tra cui l'"Iniziativa 424" (nome in codice: Saints), un'unità di assassine creata nel luglio 2007. Venne promosso al grado Gamma nel luglio 2007, al Delta nel gennaio 2008 e al Tetra nel dicembre 2008. Morirà ucciso da 47 nel cimitero in Cornovaglia dove è "sepolta" Diana.
È alto 188 cm, ha 43 anni e capelli neri.

## Hitman Sniper Challenge

### Richard Strong jr
Richard Philip Strong junior è un importante trafficante d'armi, amministratore delegato della Stallion Armaments. Nato il 7 aprile 1954 dall'ambasciatore inglese George Edward Strong (morto nel 1999) e da Augusta Strong (morta nel 1977), ha un fratello, Conrad Strong, nato tre anni dopo di lui e che in età adulta è diventato uno schizofrenico paranoico e pertanto è stato confinato in un istituto mentale nella campagna svizzera . Per qualche tempo, Richard Strong jr. ha lavorato per Blake Dexter fino al 1982 quando ha fondato la sua compagnia, la Strong Arms. La loro rivalità è durata per anni.
Uomo riservato e paranoico (ma anche molto puntuale), Strong si fa vedere di rado in pubblico e non lascia quasi mai il suo attico a Chicago.